# Húsar
Húsar er en bygd på den sydlige del af øen Kalsoy på Færøerne.
Siden 2017 har stedet, ligesom resten af øen Kalsoy, været en del af Klaksvíkar kommuna.
Størsteparten af kommunens beskæftigede er tilknyttet primærerhvervene, med fiskeri og husdyrhold som dominerende næringsveje.
Fra Syðradalur sejler bilfærgen MF to til tre gange daglig til Klaksvík.
Buslinie 506, der kører mellem Syðradalur und Trøllanes, holder flere gange daglig i Húsar.

## Historie
Stedet optræder for første gang i skriftlige dokumenter omkring 1350 til 1400 i det såkaldte Hundebrev sammen med bygden  
Mikladalur længere mod nord.

Húsar blev en selvstændig kommune, da Kunoyar, Mikladals og Húsa kommuna deltes i tre i 1931. Kommunen omfattede bygderne Húsar og Syðradalur på den sydlige del af Kalsoy.
Den sidste borgmester i den tidligere uafhængige kommune Húsar var Magni Garðalíd fra Fólkaflokkurin fra 2012 til 2016, som også udførte denne opgave mellem 2005 og 2008. 2017 blev kommunen en del af Klaksvíkar kommuna.

## Kirken
Der har været kirke i Húsar siden 1592, den nuværende Húsa kirkja blev indviet 1920. Den gamle kirke var efterhånden ubrugelig.  Efter monopolhandelens ophør i 1856 havde den frie handel gode vilkår, (særlig med fisk) gjorde at mange familier fik muligheder for at flytte til de små bygder og der blev behov for mere plads. Kirkebyggeriet tømte ikke kun kirkekassen i Norðoya prestagjaldi, men også samtlige kirkekasser på Færøerne. Den gamle kirkegård nord for Gjógvaránna minder om at Húsar er den ældste bygd på Kalsoy.
På skrænten ned mod sundet ligger kirken, der en gråmalet stenbygning med rødt bliktag og en tagrytter i vestenden med et højt spir med fire mindre spir i hvert hjørne. Kirken har syv spidsbuede vinduer på hver side.

## Galleri
- Húsar
- Húsar
- Húsar
- Húsa kirkja
- Húsa kirkja